# Хепатопанкреас
Хепатопанкреас се нарича орган от храносмилателната система при различни видове членестоноги, мекотели и риби. Функционално органът съответства на черен дроб и панкреас при бозайниците.
Хепатопанкреасът е част от средното черво на безгръбначните, като функцията му е да образува храносмилателни ензими и абсорбира и съхранява хранителни вещества. При някои риби хепатопанкреас се формира само при личинките, а при възрастните индивиди анатомично се отделят двата функционални органа.
При някои членестоноги видове, хепатопанкреасът има функция да акумулира замърсители на околната среда, като тежки метали или полициклични ароматни въглеводороди. Това може да има последици при организмите от хранителната верига. Хепатопанкреасът на раци, омари и крабове се консумира от хората като деликатес.